# Gorey (Jersey)
Gorey (Jèrriais: Gouôrray) – niewielka miejscowość na wyspie Jersey. Znajduje się w niej mały port rybacki oraz zamek Mont Orgueil.  
Dawniej Gorey było wioską utrzymującą się głównie z rybołówstwa, obecnie dzięki twierdzy górującej nad miasteczkiem zmienia się w miejscowość turystyczną, jednak połowy ryb i owoców morza dalej odgrywają ważną rolę w życiu mieszkańców.  

## Historia
Miejscowość jako najbliżej położone miejsce na wyspie w stosunku do kontynentu, od dawna miała strategiczne znaczenie. Między innymi dlatego w miasteczku znajduje się zamek Mont Orgueil, który zbudowano w latach 1204–1450 w celu ochrony wyspy przed francuskimi najazdami. Oprócz funkcji obronnych zamek w Gorey do końca XVI wieku pełnił również funkcję siedziby gubernatorów Jersey.
W czasie niemieckiej okupacji wyspy (1940–1945) w zamku górującym nad Gorey stacjonowali żołnierze Wehrmachtu, a w twierdzy dobudowywano nowoczesne fortyfikacje (które starano się budować tak, by wtapiały się i pasowały do średniowiecznego zamku).

## Galeria

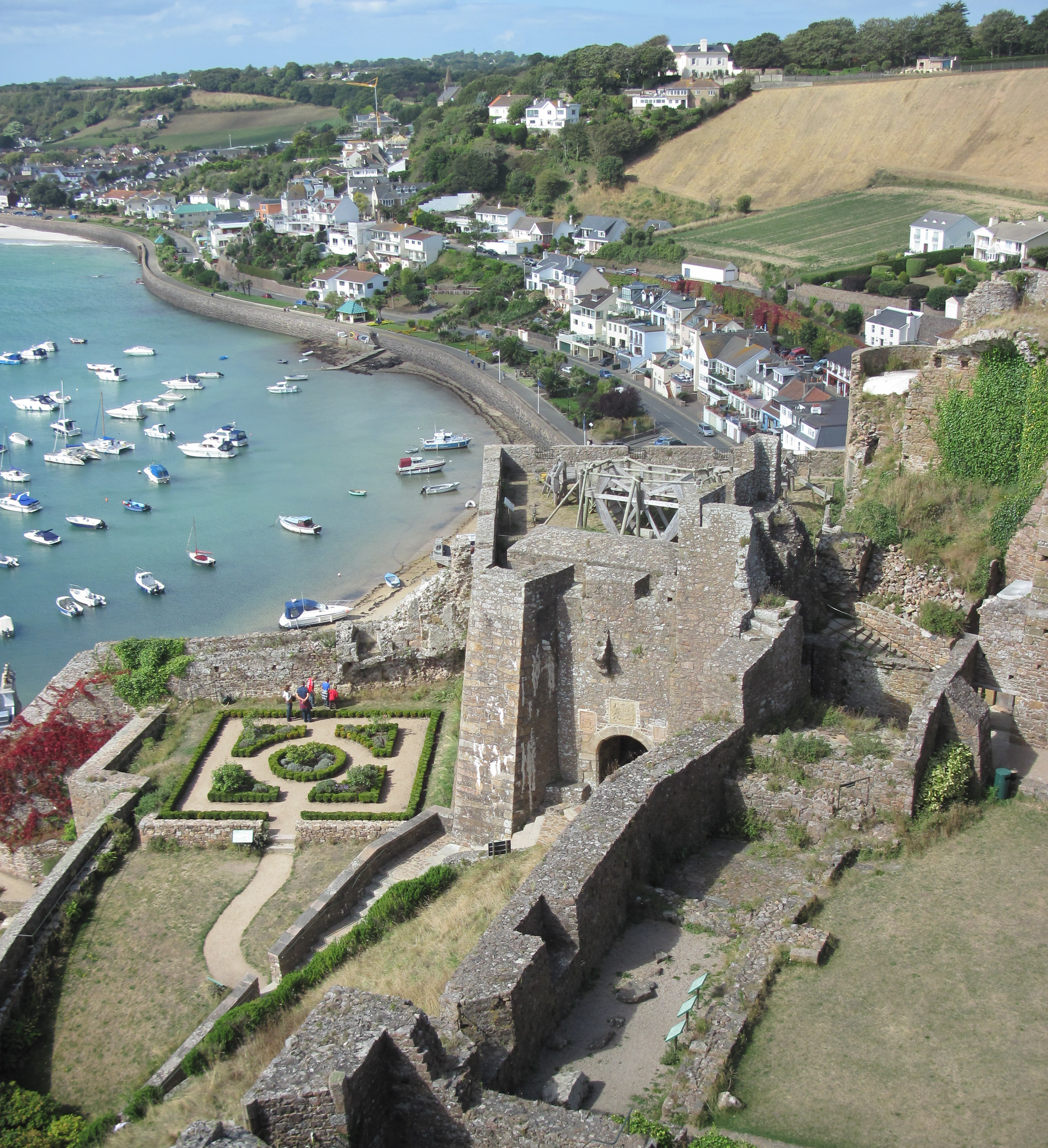
Widok na miasteczko z murów zamku Mont Orgueil
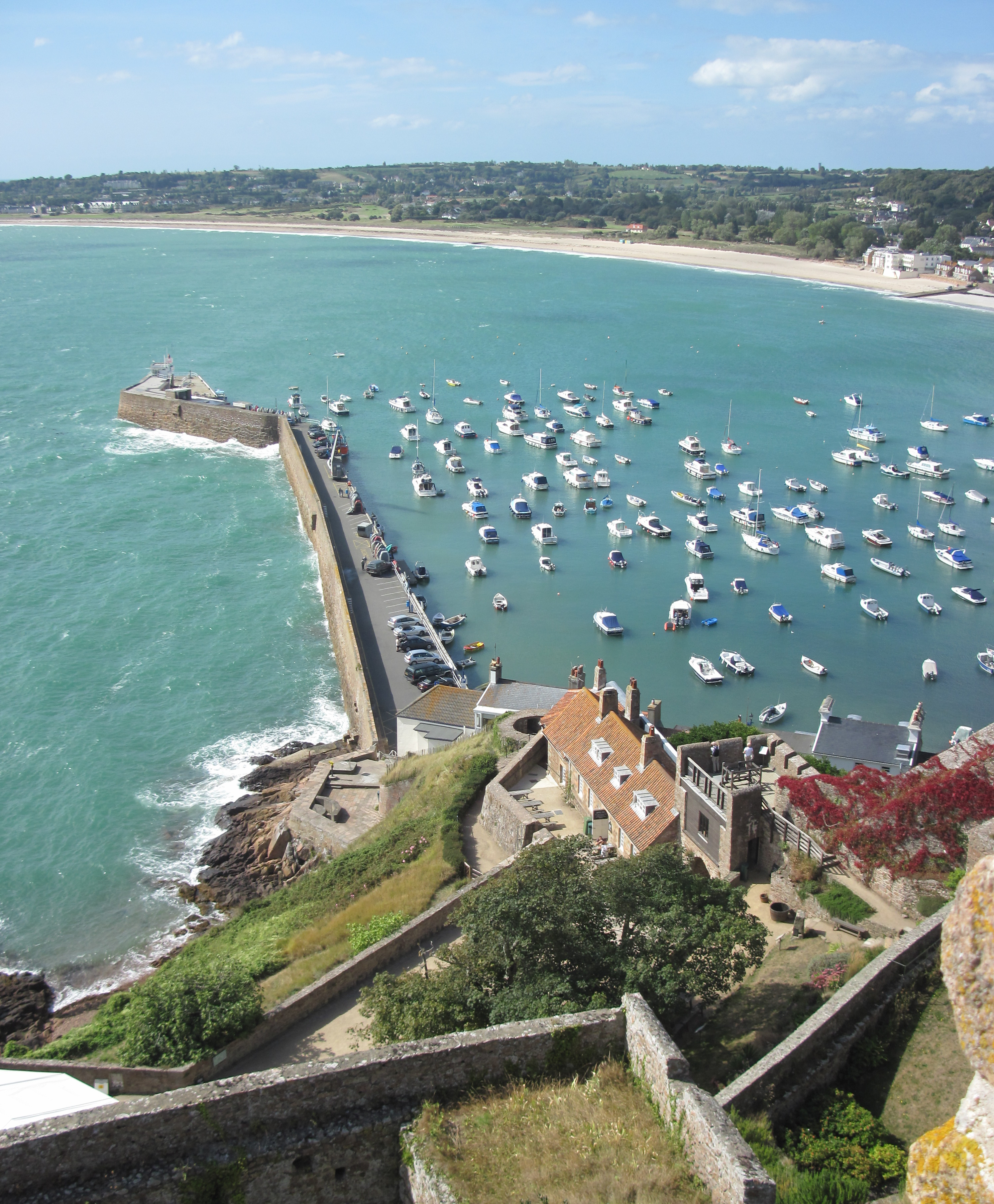
Widok na port Gorey z murów zamku
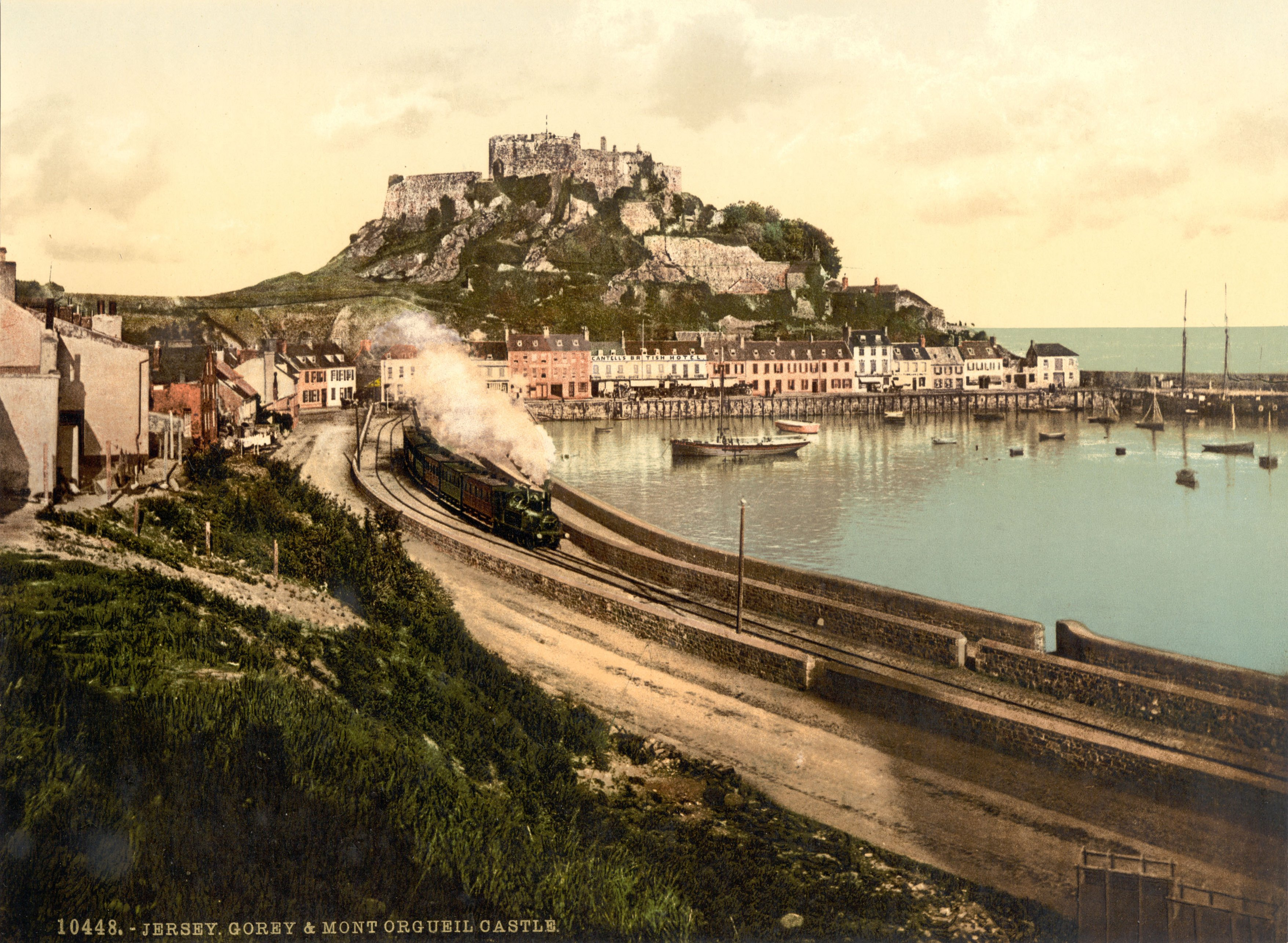
Pocztówka z widokiem na Gorey (ok. 1880-1900), oprócz zamku i zabudowań widać na niej stację na nieistniejącej już kolei Saint Helier – Gorey
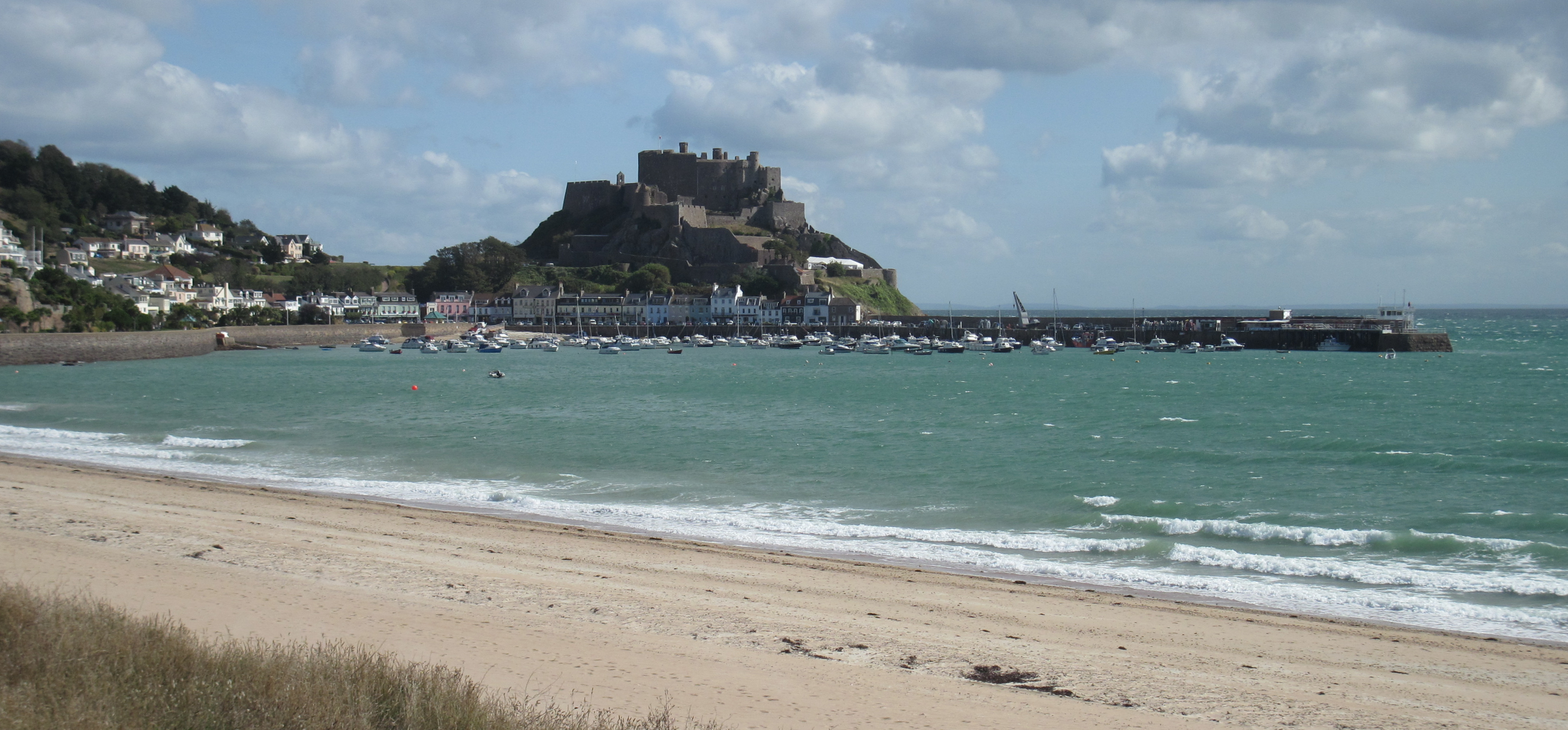
Widok na miasteczko z południa
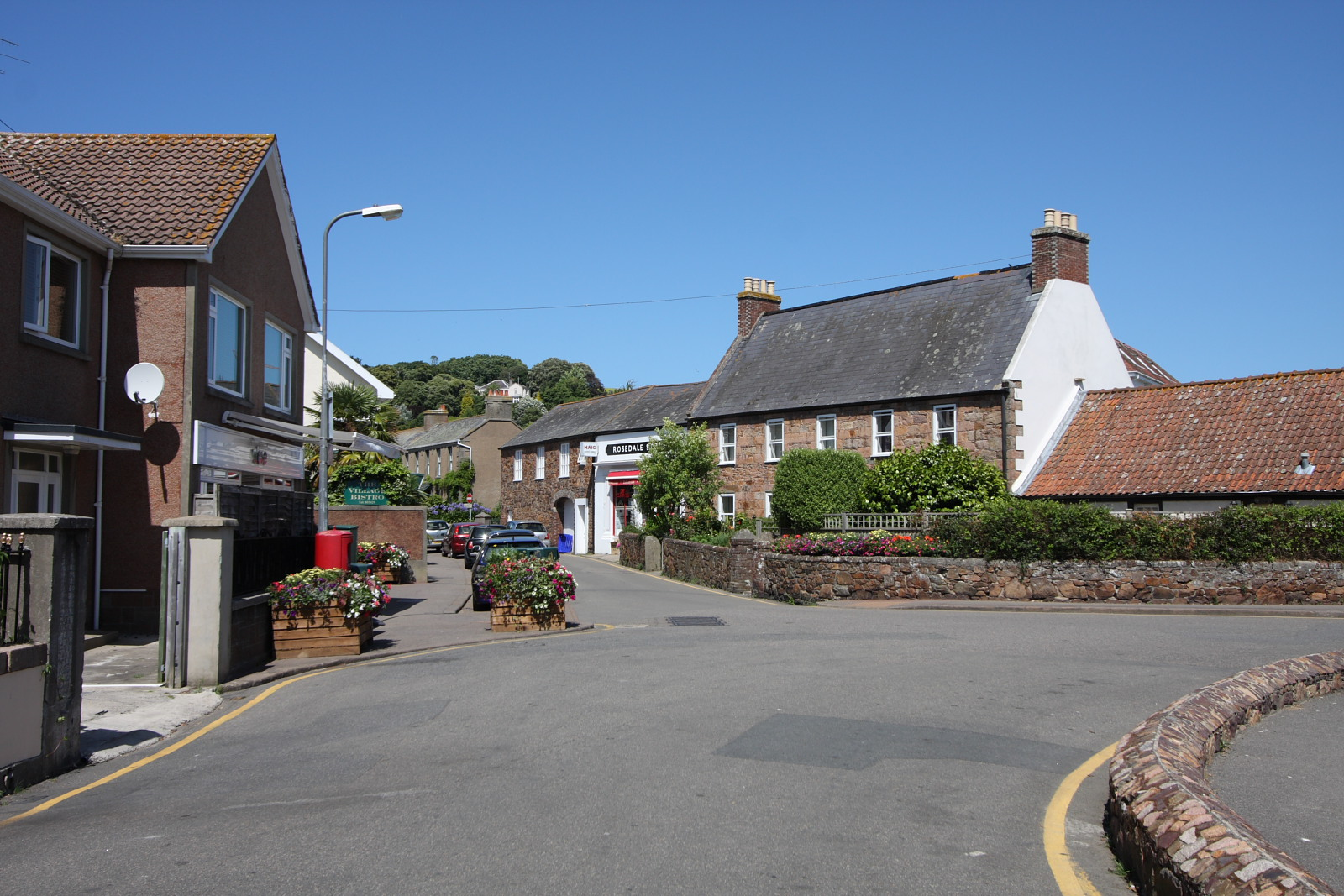
Uliczka w Gorey
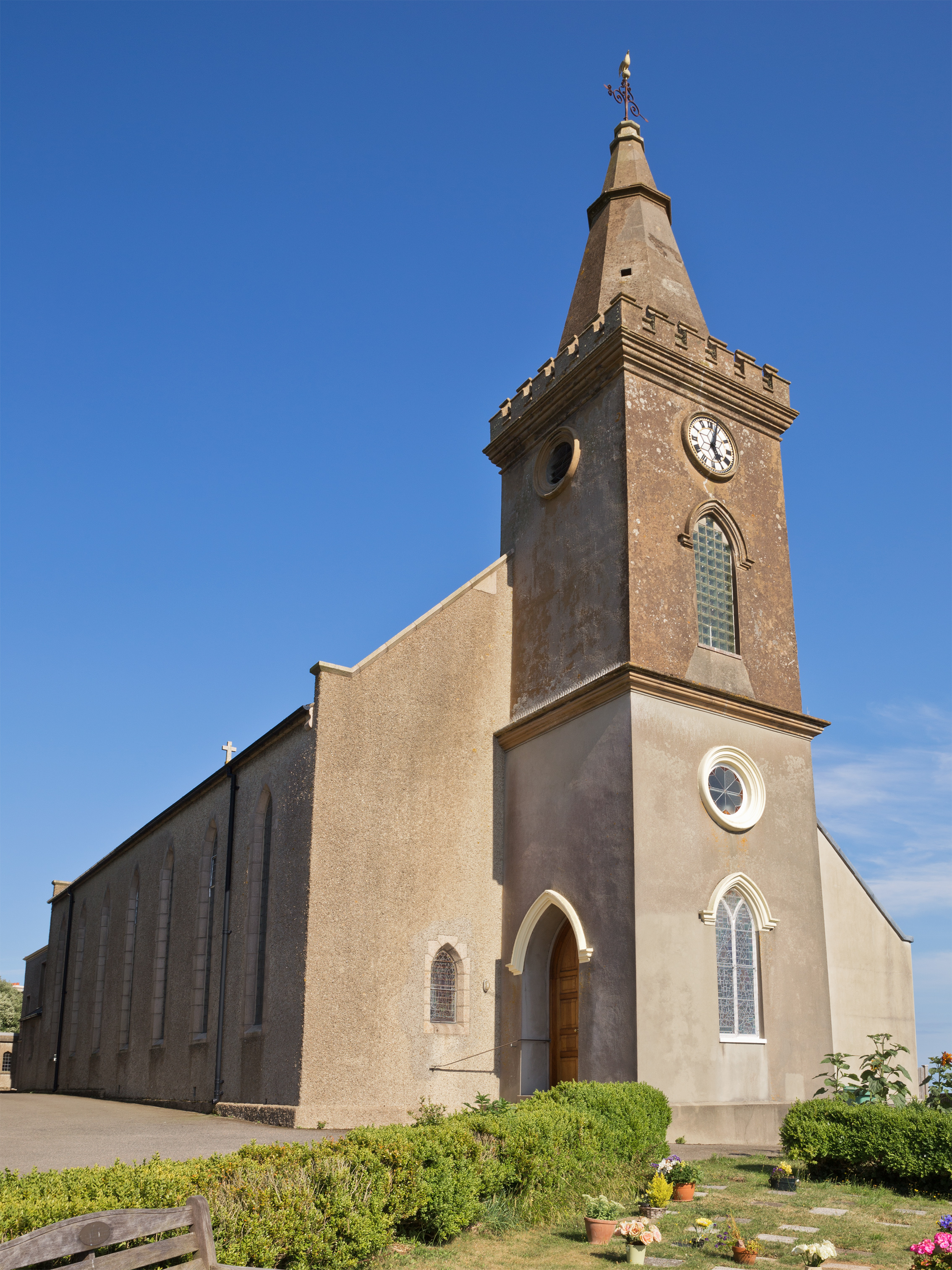
Kościół w Gorey
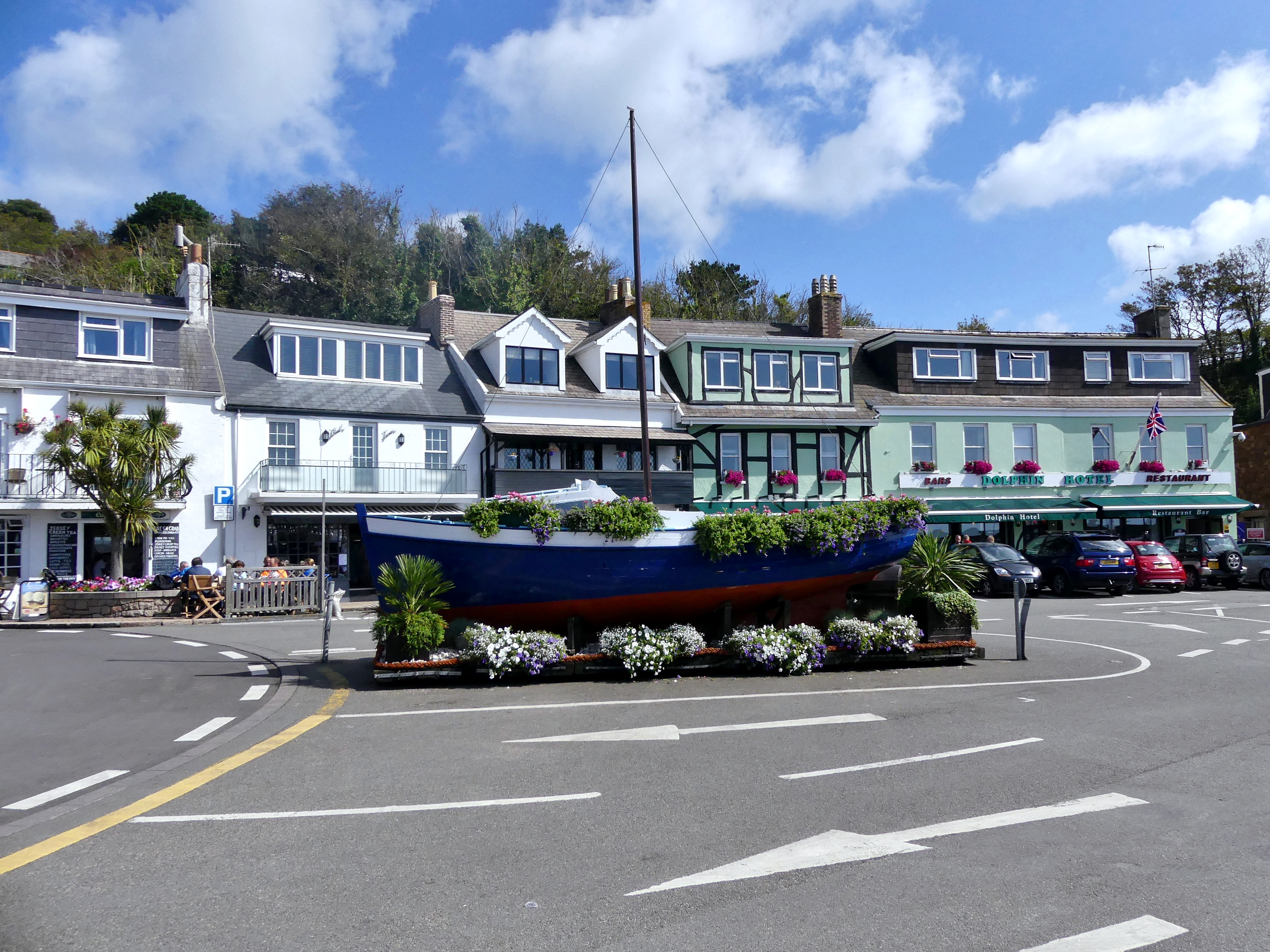
Centrum Gorey
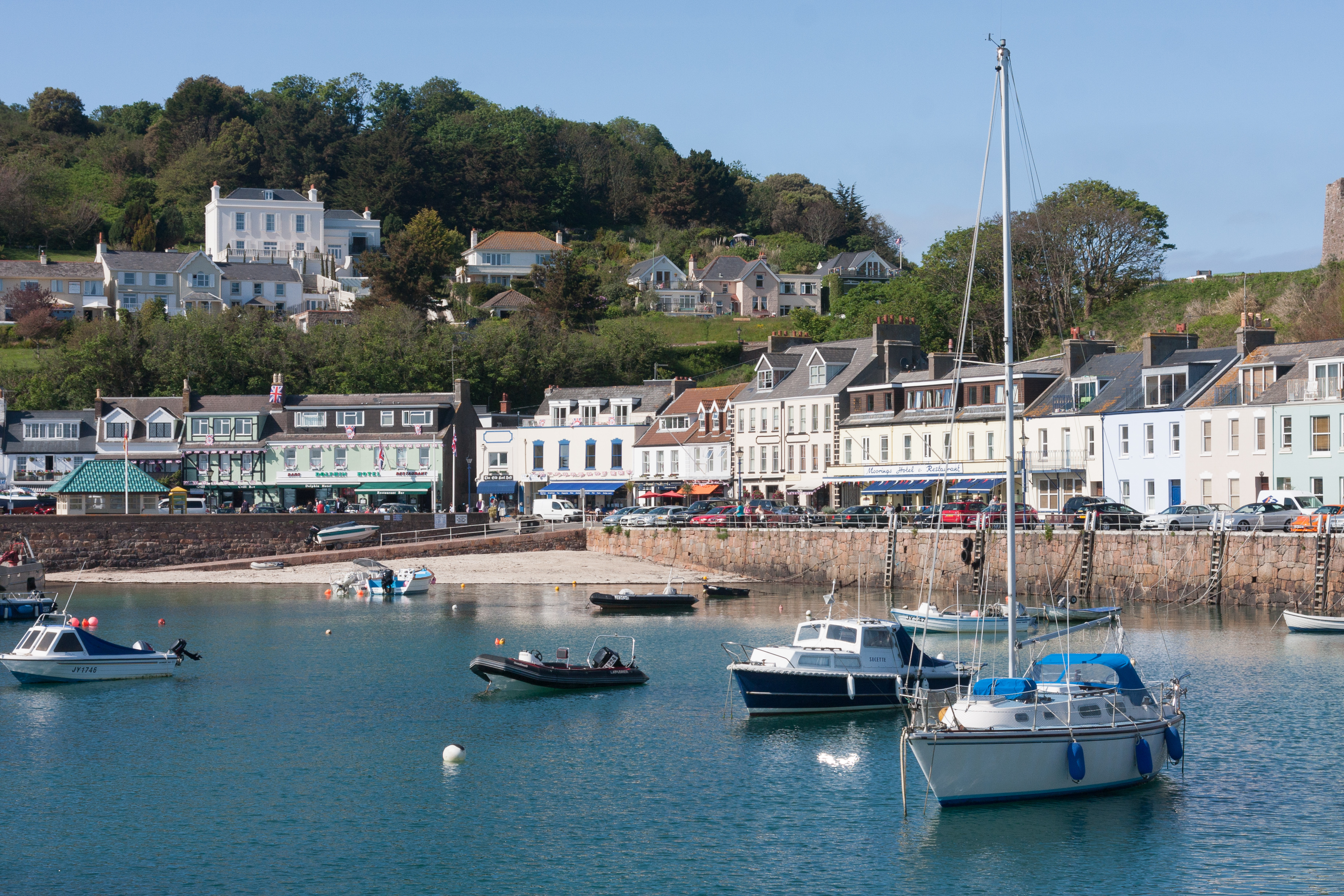
Miasteczko Gorey, widok z portu